# Wilfredo Caballero
Wilfredo "Willy" Daniel Caballero Lazcano (Santa Elena, 1981. szeptember 28. –) argentin labdarúgó.

## Pályafutása
Caballero a pályafutását a Boca Juniorsban kezdte, ennek az egyesületnek 2001 és 2004 között volt tagja. Ezután a spanyol Elche csapata következett, ahol 2004-től 2011-ig játszott. 2006-ban kölcsönben az argentin Arsenal játékosa volt. 2011-ben került a Málaga csapatához ahol alapemberré nőtte ki magát, és számos nagy bravúrt mutatott be. 2014-től 2017-ig Manchester City kapusa,majd 2017-től a Chelsea-ban véd.
2016. február 28-án a Manchester City játékosaként ő volt a Liverpool elleni 2016-os Capital One Cup döntő hőse, miután a rendes játékidőt, és a hosszabbítást követő büntetőpárbajban három tizenegyest is hárított, ezzel győzelemhez segítve csapatát.
2021. decemberében jelentették be, hogy 2022. január 5-ig aláírt a Southampton csapatához, mivel Alex McCarthy és Fraser Forster sérüléssel bajlódott.

## Sikerei, díjai
Boca Juniors
- Argentin bajnok (1): 2003 (Apertura)
- Copa Libertadores (1): 2003
- Interkontinentális kupa (1): 2003

Manchester City
- Angol ligakupa (1): 2015–16

Chelsea
- Angol kupa (1): 2017–18
- UEFA-bajnokok ligája (1): 2020–21
- Európa-liga (1): 2018–19

Argentína
- Nyári olimpiai játékok győztese (1): 2004
- U20-as labdarúgó-világbajnokság (1): 2004

## Fordítás
Ez a szócikk részben vagy egészben  a   Wilfredo Caballero című angol Wikipédia-szócikk fordításán alapul.  Az eredeti cikk szerkesztőit annak laptörténete sorolja fel. Ez a jelzés csupán a megfogalmazás eredetét és a szerzői jogokat jelzi, nem szolgál a cikkben szereplő információk forrásmegjelöléseként.